# Савіо Нсереко
Савіо Нсереко (нім. Savio Nsereko, нар. 27 липня 1989, Кампала) — німецький футболіст угандійського походження, фланговий півзахисник.

## Клубна кар'єра
Народився 27 липня 1989 року в місті Кампала (Уганда), але в ранньому віці родина переїхала до Німеччини. Нсереко почав свою кар'єру в німецькому клубі «Мюнхен 1860», де виступав за юнацьку команду. У віці 16 років перейшов в італійську «Брешію», дебютувавши в її складі за два роки в матчі з «Кротоне». Всього за «Брешію» протягом провів 23 матчі та забив 3 голи в Серії Б.
В січні 2009 року був куплений англійським «Вест Гем Юнайтедом», який придбав Савіо за 9 мільйонів фунтів, підписавши з ним контракт на чотири з половиною року. Савіо отримав майку з номером 10 і іменем «Савіо», примірявши її вперше 28 січня в матчі Прем'єр-ліги проти «Галл Сіті», в якому його клуб здобув перемогу 2:0. В березні Нсереко зіграв важливу роль в матчі проти «Манчестер Сіті» (1:0), на 71-ой хвилині віддавши гольову передачу на Джека Коллісон. Проте у складі «молотобійців» Савіо так і не зміг закріпитися, лише один раз вийшовши в стартовому складі і ні разу не забивши за десять матчів.
Через це влітку 2009 року був проданий в італійську «Фіорентину» в обмін на 3 мільйони євро і Мануела да Кошту. За умовами операції, якщо «Фіорентина» продасть Савіо, то «Вест Гем» отримає 50 відсотків від суми трансферу.. Проте Нсереко так за пів року не зіграв жодної гри за основну команді «фіалок» і 18 січня 2010 року Савіо відправився в оренду в «Болонью», де також не мав змоги розкрити свій потенціал, вийшовши до кінця сезону лише два рази на заміну.
В подальшому також на правах оренди грав за німецький «Мюнхен 1860», болгарський «Чорноморець» (Бургас), італійський «Юве Стабія», румунський «Васлуй» та німецький «Унтергахінг», проте в жодній з команд закріпитись не зумів і в липні 2012 року покинув «Фіорентину», так і не зігравши за неї жодного матчу.
Протягом сезону 2012/13 грав за нижчолігові німецькі клуби «Унтергахінг» (3 Ліга) та «Вікторія» (Кельн) (Регіоналліга), але і там здебільшого задовольнявся нечастими виходами на заміну.
24 грудня 2013 року Савіо підписав 18-місячний контракт з «Атирау». 15 березня 2014 року дебютував за клуб в матчі Прем'єр-ліги проти «Кайрату» (1:0)., в якому відразу відзначився переможним голом і в подальшому став основним гравцем команди. У червні 2014 року, після 10 матчів за клуб, Савіо покинув «Атирау».

## Виступи за збірні
2007 року дебютував у складі юнацької збірної Німеччини. Наступного року у складі збірної до 19 років став переможцем юнацького Євро-2008 в Чехії. На турнірі Нсереко забив гол і, незважаючи на те, що фінал з італійцями (3:1) пропустив через перебір жовтих карток, був включений до символічної збірної турніру. Всього взяв участь у 11 іграх на юнацькому рівні, відзначившись 4 забитими голами.
Протягом 2009–2010 років залучався до складу молодіжної збірної Німеччини до 20 років. На молодіжному рівні зіграв у 3 офіційних матчах.
Не провівши жодного офіційного матчу за національну збірну Німеччини, народжений в Уганді Нсереко, за новими правилами ФІФА, має право виступати за збірну Уганди.

## Статистика виступів

### Статистика клубних виступів
| Сезон              | Команда                | Чемпіонат          | Чемпіонат | Чемпіонат | Національний кубок | Національний кубок | Національний кубок | Континентальні кубки | Континентальні кубки | Континентальні кубки | Інші змагання | Інші змагання | Інші змагання | Усього | Усього |
| Сезон              | Команда                | Ліга               | Ігор      | Голів     | Ліга               | Ігор               | Голів              | Ліга                 | Ігор                 | Голів                | Ліга          | Ігор          | Голів         | Ігор   | Голів  |
| ------------------ | ---------------------- | ------------------ | --------- | --------- | ------------------ | ------------------ | ------------------ | -------------------- | -------------------- | -------------------- | ------------- | ------------- | ------------- | ------ | ------ |
| 2007-08            | «Брешія»               | B (ІІ)             | 5         | 0         | —                  | —                  | —                  | —                    | —                    | —                    | —             | —             | —             | 5      | 0      |
| 2008-09]]          | «Брешія»               | B (ІІ)             | 17        | 3         | КІ                 | 1                  | 0                  | —                    | —                    | —                    | —             | —             | —             | 18     | 3      |
| Усього за «Брешію» | Усього за «Брешію»     | Усього за «Брешію» | 22        | 3         |                    | 1                  | 0                  |                      | —                    | —                    |               | —             | —             | 23     | 3      |
| 2008-09            | «Вест Гем Юнайтед»     | ПЛ                 | 9         | 0         | КА                 | 1                  | 0                  | —                    | —                    | —                    | —             | —             | —             | 10     | 0      |
| 2009-10            | «Фіорентина»           | A                  | 0         | 0         | КІ                 | 0                  | 0                  | ЛЧ                   | 0                    | 0                    | —             | —             | —             | 0      | 0      |
| 2009-10            | «Болонья»              | A                  | 2         | 0         | КІ                 | 0                  | 0                  | —                    | 0                    | 0                    | 0             | 0             | 0             | 2      | 0      |
| 2010-11            | «Мюнхен 1860»          | 2Б (ІІ)            | 2         | 0         | КН                 | 1                  | 0                  | —                    | —                    | —                    | —             | —             | —             | 3      | 0      |
| 2010-11            | «Чорноморець» (Бургас) | A                  | 11        | 0         | КБ                 | 0                  | 0                  | —                    | —                    | —                    | —             | —             | —             | 11     | 0      |
| 2011-12            | «Юве Стабія»           | B (ІІ)             | 2         | 0         | КІ                 | 0                  | 0                  | —                    | —                    | —                    | —             | —             | —             | 2      | 0      |
| 2011-12            | «Васлуй»               | ЛІ                 | 2         | 0         | КР                 | —                  | —                  | —                    | —                    | —                    | —             | —             | —             | 2      | 0      |
| Усього за кар'єру  | Усього за кар'єру      | Усього за кар'єру  | 50        | 3         |                    | 2                  | 0                  |                      | —                    | —                    |               | —             | —             | 52     | 3      |

## Титули і досягнення
- Чемпіон Європи (U-19): 2008